# Wolterstorffina mirei
Wolterstorffina mirei là một loài cóc thuộc họ Bufonidae.
Đây là loài đặc hữu của Cameroon.
Môi trường sống tự nhiên của chúng là vùng núi ẩm nhiệt đới hoặc cận nhiệt đới, đồng cỏ nhiệt đới hoặc cận nhiệt đới vùng đất cao, và sông ngòi.
Chúng hiện đang bị đe dọa vì mất nơi sống.